# 安宏資本

總部所在地保德信大廈

安宏資本（Advent International Corporation）是美國的一家私募基金公司，專注於公司買斷。自1984年成立開始，安宏資本已投資560億美元，在42個國家完成375筆交易。安宏資本在世界11個國家設有14個辦公室，僱傭超過240名投資專業人士。2023年時，管理資產約920億美元。

## 外部連結
- 官方网站